# Скак
Скак (на гръцки: Καταρράκτης Σκοτεινου, Καταρράκτης Καπνόφυτου) е водопад, природна забележителност в Сярско, Гърция.

## Описание
Разположен е на 3 km югизточно от село Цървища (Капнофито), на Шарлийската река (Кушлу), ляв приток на Белица. Водопадът е висок 20 m. Край водопада има и пещера със същото име.

## Имена
Името Скак е от диалектното скак, „водопад“, което е от корена на глагола скачам.
В 1969 година Шарлийската река е прекръстена на Скотино Рема и оттук идва името Καταρράκτης Σκοτεινου.